# رئيس تحرير
رئيس التحرير هو المشرف على كل أو جزء من جهاز التحرير في أي مطبوعة دورية سواء كانت جريدة أو مجلة.
يعمل رئيس التحرير على تنفيذ السياسة العامة للجريدة والسياسة الصحفية فقط، وهو صاحب القرار التنفيذي بشأن المادة الصحفية والعمل اليومي.. بالإضافة إلى ذلك، يجب عليه توكيل الأعمال للمحررين وكذلك مواكبة الوقت الذي يستغرقه كل منهم لإكمال مهمتهم.
تقتضي مهمته أيضا متابعة المطبوعات المنافسة وكشف أسباب التفوق لديهم لمراجعة ذلك والمضي قدما في إنجاح مطبوعته.

## لقراءة أوسع
- John La Porte Given (1907). "The Editor-In-Chief". Making a Newspaper. New York: H. Holt and company. ص. 30–35. مؤرشف من الأصل في 2011-04-16.{{استشهاد بكتاب}}:  صيانة الاستشهاد: التاريخ والسنة (link)
- Nathaniel Clark Fowler (1913). "The Editor-In-Chief". The Handbook of Journalism: All about Newspaper Work. — Facts and Information. New York: Sully and Kleinteich. مؤرشف من الأصل في 2010-07-21.{{استشهاد بكتاب}}:  صيانة الاستشهاد: التاريخ والسنة (link)